# Félix de Azúa
Félix de Azúa Comella (Barcelona, 30 de abril de 1944) es un escritor español vinculado a la Generación de 1968 y miembro de la Real Academia Española.

## Biografía
Félix de Azúa Comella nació en Barcelona en 1944. Su padre era arquitecto municipal y su madre ama de casa, muy culta: los padres de ella, abuelos de Félix, eran ricos y la habían mandado a un colegio privado en Reino Unido.
Empezó Periodismo en Pamplona, en Madrid acabó Políticas y en Barcelona hizo Filosofía. Iniciada ya su carrera literaria, a principios de los años setenta, como consecuencia del cierre de las facultades universitarias a raíz de los sucesos de 1969, se trasladó durante tres años de Madrid a París, donde compaginó los seminarios universitarios con el ambiente de las tertulias en el Barrio Latino, frecuentando la que llevaba Agustín García Calvo en el café La Boule d'Or, al que considera su maestro y la persona que lo llevó a la Filosofía.
Se licenció en Filosofía y Letras y se doctoró en Filosofía por la Universidad de Barcelona, con la tesis titulada Aspectos de la estética de Diderot: El doble modelo neoclásico-romántico (1982), dirigida por José María Valverde.
En los años ochenta inició la docencia universitaria, primero en la Facultad de Filosofía y Ciencias de la Educación de Zorroaga (San Sebastián), dependiente de la Universidad del País Vasco, y luego en la Escuela Técnica Superior de Arquitectura de la Universidad Politécnica de Cataluña, donde en 1993 obtuvo por concurso la plaza de catedrático en el área de conocimiento de Estética y Teoría de las Artes. Fue nombrado director del Instituto Cervantes de París, cargo en el que estuvo entre 1993 y 1995 y del que dimitió por diferencias por las políticas mantenidas en ese momento por los responsables del Ministerio de Asuntos Exteriores. Es colaborador habitual de los diarios El País y El Periódico de Catalunya, como columnista, articulista y agitador cultural.
En su trayectoria poética se le vinculó inicialmente a la generación de los «novísimos», desde que en 1970 Josep Maria Castellet lo incorpora a la antología Nueve novísimos poetas españoles, formando la «coqueluche» de la misma, junto a los poetas Pere Gimferrer, Vicente Molina Foix, Leopoldo María Panero, Guillermo Carnero y Ana María Moix. Con esta antología cobra un papel relevante en la poesía española contemporánea, aunque enseguida renegó de su oficio exclusivo de poeta. Su poesía está considerada fría y hermética, girando sobre los ejes temáticos del vacío y la nada. En cuanto a su producción narrativa y de prosa literaria destaca por su carácter reflexivo y culturalista, incluyendo fuertes dosis de ironía y sarcasmo, sobre todo en sus textos más recientes.
A mediados de la primera década del siglo XXI, durante el proceso de la tramitación legislativa de la reforma estatutaria de Cataluña, fue uno de los quince firmantes de los dos manifiestos de la plataforma política Ciutadans de Catalunya (2005 y 2006), a favor de la constitución de una formación política que se autodenominara no nacionalista.  A finales de 2011, decide trasladar su residencia a Madrid junto a su pareja, la arquitecta Eva Fidalgo Elices (18 de enero de 1974), con la que tiene una hija.
Desde 2015 es miembro de la Real Academia Española, donde tiene asignado el sillón «H» sucediendo a Martín de Riquer.
En 2022 y 2023, Azúa ha escrito ocasionalmente artículos de opinión para The Objective.

## Polémica
En marzo de 2016, en una entrevista en la revista Tiempo, Félix de Azúa aseguró que la alcaldesa de Barcelona, Ada Colau, "debería estar sirviendo pescado". Las declaraciones, tachadas de machistas y clasistas, motivaron la repulsa por parte de varios sectores de la sociedad española, la recogida de más de 110 000 firmas para su expulsión de la Real Academia Española, así como la reacción de Ada Colau, que afirmó que "en las futuras definiciones de machismo y clasismo de la RAE, el señor Azúa podrá citarse a sí mismo".

## Premios
Obra literaria
- 1987 - V Premio Herralde de novela. Barcelona: Editorial Anagrama.

Obra galardonada: Diario de un hombre humillado.
- 2012 - XXXVII Premio César González-Ruano de periodismo.[11] Madrid: Fundación Mapfre.

Obra galardonada: «Contra Jeremías». En: El País, 14 ago. 2011. ISSN 1697-9397.
- 2014 - Premio Internacional de Ensayo Caballero Bonald por su libro Autobiografía de papel.[12]

Trayectoria
- 2000 - Premio Internazionale Sebetia-Ter. Cultura: Arte e Letteratura. Nápoles: Centri di Studi di Arte e Cultura di Napoli Sebetia-Ter.
- 2001 - VII Premio de reconocimiento a la Tolerancia. Barcelona: Asociación por la Tolerancia.

## Obras
Poesía
- Cepo para nutria. Madrid: Pájaro de papel, 1968.
- El velo en el rostro de Agamenón (1966-1969). Barcelona: El Bardo, 1970.
- Edgar en Stéphane. Barcelona: Lumen, 1971. ISBN 978-84-264-2904-9
- Lengua de cal. Madrid: Visor, 1972.
- Pasar y siete canciones. Barcelona: La Gaya Ciencia, 1977. ISBN 978-84-7080-917-0
- Poesía (1968-1978). Madrid: Hiperión, 1979. ISBN 978-84-85272-52-5 Recoge los cinco libros anteriores.
- Farra. Madrid: Hiperión, 1983. ISBN 978-84-7517-087-9
- Poesía (1968-1989). Madrid: Hiperión, 1989. 246 páginas. ISBN 978-84-7517-271-2 Recoge los seis libros anteriores.
- Última sangre (Poesía 1968-2007). Barcelona: Bruguera, 2007. 259 páginas. ISBN 978-84-02-42035-0 Recoge los libros anteriores e incorpora la serie de siete poemas que da nombre al volumen.

Novela y prosa literaria
- Las lecciones de Jena. Barcelona: Barral, 1972. ISBN 978-84-211-0247-3
- Las lecciones suspendidas. Madrid: Alfaguara, 1978. ISBN 978-84-204-2030-1
- Última lección. Madrid: Legasa, 1981. 138 páginas. ISBN 978-84-85701-56-8
- Mansura. Barcelona: Anagrama, 1984. 176 páginas. ISBN 978-84-339-1710-2
- Historia de un idiota contada por él mismo o El contenido de la felicidad. Barcelona: Anagrama, 1986. 126 páginas. ISBN 978-84-339-1738-6
- Diario de un hombre humillado. Barcelona: Anagrama, 1987. 288 páginas. V Premio Herralde. ISBN 978-84-339-1756-0
- Cambio de bandera. Barcelona: Anagrama, 1991. 254 páginas. ISBN 978-84-339-0930-5
- Demasiadas preguntas. Barcelona: Anagrama, 1994. 208 páginas. ISBN 978-84-339-0966-4
- Momentos decisivos. Barcelona: Anagrama, 2000. 368 páginas. ISBN 978-84-339-2452-0
- Génesis. Barcelona: Literatura Random House, 2015. 192 páginas. ISBN 978-84-397-2969-3

Relatos
- «Quien se vio». En: Tres cuentos didácticos. Barcelona: La Gaya Ciencia, 1975. ISBN 978-84-7080-016-0
- La venganza de la verdad. Madrid: Hiperión, 1978.
- El largo viaje del mensajero. Barcelona: Editorial Antártida, 1991. 48 páginas. ISBN 978-84-7596-274-0
- «Herédame». En: El País, 6; 7 ago. 1985. ISSN 1697-9397
- El trencadizo. Cuenca: Antojos, 1989. Ilustrado por Rafael Canogar. ISBN 978-84-86753-02-3
- «La pasajera». En: El País, 18 nov. 1990. ISSN 1697-9397
- «La resignación de la soberbia». En: Los pecados capitales. Barcelona: Grijalbo, 1990.
- «La pasajera». En: Cuentos de cabecera [vol. 7]. Barcelona: Planeta-DeAgostini; NH Hoteles, 1996.
- «La segunda cicatriz». En: Cuentos de cabecera [vol. 7]. Barcelona: Planeta-DeAgostini; NH Hoteles, 1996.
- «El padre de sus hijos». En: Barcelona, un día. Madrid: Alfaguara, 1998.
- «La verdad está arriba». En Turia. Revista Cultural, 1998, n. 46, pp. 49-54. ISSN 0213-4373

Ensayo
- Conocer Baudelaire y su obra. Barcelona: Dopesa, 1978. 124 páginas. ISBN 978-84-7235-391-6
- Baudelaire y su obra. Barcelona: Dopesa, 1978. 128 páginas. ISBN 978-84-7235-392-3
- La paradoja del primitivo. Barcelona: Seix Barral, 1983. 388 páginas. ISBN 978-84-322-0827-0
- El aprendizaje de la decepción. Pamplona: Pamiela, 1989. 204 páginas. ISBN 978-84-7681-084-2
- La Venecia de Casanova. Barcelona: Planeta, 1990. 169 páginas. ISBN 978-84-320-4912-5
- Baudelaire y el artista de la vida moderna. Pamplona: Pamiela, 1992. 176 páginas. ISBN 978-84-7681-116-0; Y Barcelona: Anagrama, 1999. 176 páginas. ISBN 978-84-339-0575-8
- Salidas de tono. 50 reflexiones de un ciudadano. Barcelona: Anagrama, 1997. 224 páginas. ISBN 978-84-339-0527-7
- Lecturas compulsivas. Una invitación. Barcelona: Anagrama, 1998. 320 páginas. ISBN 978-84-339-0565-9
- La invención de Caín. Ciudades y ciudadanos. Madrid: Alfaguara, 1999. 347 páginas. ISBN 978-84-204-3086-7
- Diccionario de las Artes. Barcelona: Anagrama, 2002. 307 páginas. ISBN 978-84-339-6182-2; Y Barcelona: Debate, 2011. 335 páginas. 2ª edición, revisada y ampliada. ISBN 978-84-9992-003-0
- Cortocircuitos. Imágenes mudas. Madrid: Abada Editores, 2004. 90 páginas. ISBN 978-84-96258-25-9
- La arquitectura de la no-ciudad. Pamplona: Universidad Pública de Navarra, 2004. 240 páginas. ISBN 978-84-9769-054-6
- Esplendor y nada. Barcelona: El Lector Universal, 2006. 278 páginas. ISBN 978-84-935020-0-3
- Abierto a todas horas. Madrid: Alfaguara, 2007. 244 páginas. ISBN 978-84-204-7189-1
- Ovejas negras. Barcelona: Bruguera, 2007. 251 páginas. ISBN 978-84-02-42020-6
- La pasión domesticada. Las reinas de Persia y el nacimiento de la pintura moderna. Madrid: Abada Editores, 2007. 94 páginas. ISBN 978-84-96775-13-8
- «Prefacio», en Contre Guernica. Pamphlet, de Antonio Saura. Ginebra: Archives Antonio Saura; 5 Continents Editions, 2008. 120 páginas. ISBN 978-88-7439-475-3
- «Prefacio», en Contra el Guernica. Libelo, de Antonio Saura. Ginebra: Archives Antonio Saura; Ediciones La Central; Museo Nacional Centro de Arte Reina Sofía, 2009. 120 páginas. ISBN 978-84-936793-9-2
- Autobiografía sin vida. Barcelona: Mondadori, 2010. 176 páginas. ISBN 978-84-397-2322-6
- «La violencia del género», en De las news a la eternidad, de Félix de Azúa (coord.). Madrid: Círculo de Bellas Artes, 2012. 184 páginas. ISBN 978-84-939928-2-8
- Autobiografía de papel. Barcelona: Mondadori, 2013. 184 páginas. ISBN 978-84-397-2722-4
- Contra Jeremías. Artículos políticos. Barcelona: Debate, 2013. 212 páginas. ISBN 978-84-9992-289-8
- Nuevas lecturas compulsivas. Madrid: Círculo de Tiza, 2017. 384 páginas. ISBN 978-84-945719-0-9
- Volver la mirada. Ensayos sobre arte. Barcelona: Debate, 2019. 320 páginas. ISBN 978-84-9992-939-2
- Tercer acto. Barcelona: Literatura Random House, 2020. 224 páginas. ISBN 978-8439737810

Traducción
- El lenguaje y la búsqueda de la verdad, de John Wilson. Barcelona: Edhasa, 1971. ISBN 978-84-350-0037-6 Del inglés.
- Novelas: La Religiosa; El sobrino de Rameau; Jacques el Fatalista, de Denis Diderot. Madrid: Alfaguara, 1979. 592 páginas. ISBN 978-84-204-0200-0 . Del francés.
- Residua, de Samuel Beckett. Barcelona: Tusquets Editores, 1981. 80 páginas. ISBN 978-84-7223-001-9 Del francés.
- Notas para la definición de la cultura, de T. S. Eliot. Madrid: Bruguera, 1983. ISBN 978-84-02-09643-2 Del inglés.
- Sin. Seguidor de El despoblador, de Samuel Beckett. Barcelona: Tusquets Editores, 1984. 56 páginas. ISBN 978-84-7223-029-3 Del francés.
- Primer amor, de Samuel Beckett. Barcelona: Tusquets Editores, 1984. 48 páginas. ISBN 978-84-7223-026-2 Del francés.
- Principios de an-arquía pura y aplicada, de Paul Valéry. Barcelona: Tusquets Editores, 1987. 214 páginas. ISBN 978-84-7223-095-8 Del francés.
- Los discípulos en Sais, de Novalis. Madrid: Hiperión, 1988. ISBN 978-84-7517-228-6 Del alemán.
- Relatos, de Samuel Beckett. Barcelona: Tusquets Editores, 1997. En colaboración con Ana María Moix y Jenaro Talens. 256 páginas. ISBN 978-84-8310-543-6 Del francés.

Traducción de sus obras
- Historia de un idiota contada por él mismo o El contenido de la felicidad:
  - Histoire d'un idiot racontée par lui-même ou La recherche du bonheur. Paris: Éditions Sylvie Messinger, 1987. ISBN 2-86583-082-9 Traducido al francés por Éric Beaumatin.
  - História de um idiota contada por ele mesmo ou O conteúdo da felicidade. Lisboa: Editorial Querco, 1988. Traducida al portugués.
  - E istoría enós élíthion ópos tén aphégeítai o idios (é To periechómeno tés eutychías) [Ηιστορία ενός ηλιθίου όπως την αφηγείται ο ίδιος ή Το περιεχόμενο της ευτυχίας]. Athéna: S. I. Zacharopoulos [Σ. Ι. Ζαχαρόπουλος], 1989. ISBN 978-960-208-033-7 Traducido al griego por Biktoria Katré [Βικτόρια Κάτρη] y Pentro Mpooules [Πέντρο Μπόουλες].
  - Historien om en nar fortalt af ham selv eller lykkens forhold. København: Samleren, 1989. Traducido al danés por Iben Hasselbalch.
  - Geschiedenis van een idioot door hemzelf verteld. Ámsterdam: Contact, 1989. ISBN 978-90-254-6792-0 Traducido al neerlandés.
- Diario de un hombre humillado:
  - En ydmyket manns dagbok. Oslo: Gyldendal Norsk, 1990. ISBN 978-82-05-18689-7 Traducido al noruego por Arne Worren.
  - Dagboek van een vernederd man. Ámsterdam: Contact, 1989. ISBN 978-90-254-6816-3 Traducido al neerlandés.
  - Journal d'un homme humilié. Paris: Gallimard, 1991. ISBN 978-2-07-071970-9 Traducido al francés por Eric Beaumatin con el concurso del autor.
- Cambio de bandera:
  - Hautes trahisons. Paris: Éditions du Seuil, 1993. ISBN 978-2-02-015678-3 Traducido al francés por Eric Beaumatin con el concurso del autor. 183 páginas.
  - Fahnenwechsel. Berlin: Klaus Wagenbach, 1993. ISBN 978-3-8031-3108-9 Traducido al alemán.
- Momentos decisivos:
  - L'heure du choix. Paris: Éditions du Seuil, 2004. ISBN 978-2-02-048132-4 Traducido al francés por Eric Beaumatin.
- El largo viaje del mensajero:
  - Il bambino che parlava agli animali. Milano: Mondadori, 1997. ISBN 978-88-04-43545-7 Traducido al italiano por Francesca Lazzarato.